# Tiol

Generell strukturformel för tioler.

Tioler eller merkaptaner är inom kemin en grupp av organiska föreningar som innehåller tiol-  eller merkaptogruppen, SH. De kan ses som alkoholens svavelanaloger där en syreatom bytts ut mot en svavelatom.
Tioler har i regel en motbjudande lukt; den enklaste tiolen, metantiol, CH3SH, bildas bland annat i sulfatprocessen vid framställning av pappersmassa och bidrar till den lukt som kan upplevas vid massafabriker. Den illaluktande vätska som skunken utsöndrar består bland annat av olika tioler.